# Lupo II d'Aquitania
Lupo II di Guascogna (718 – Guascogna, 778) fu duca di Guascogna.

## Origine
Molto probabilmente era figlio del conte di Poitiers, Hattone (figlio del duca d'Aquitania e duca di Guascogna, Oddone I e dalla moglie Valtrude, figlia di Walchiso (figlio di Arnolfo di Metz), e della moglie di cui non si conoscono né il nome né gli ascendenti, come risulta dai documenti provenienti dal monastero di Alarcon. Ma la cosa non è certificata da alcun documento di fonte primaria.

## Biografia
Nel 744, suo zio, il duca d'Aquitania e duca di Guascogna, Hunaldo I, vedendo che non poteva resistere ai maggiordomi dei regni Franchi, Carlomanno e Pipino III detto il Breve, che avevano passato la Loira e avevano posto il campo in Aquitania decise di abdicare, ma, prima di abdicare si fece raggiungere da suo fratello, il padre di Lupo, Hattone, che era a Poitiers, e, per punirlo per il fatto che si era schierato con Pipino e Carlomanno lo fece accecare e rinchiudere in una prigione segreta; per le conseguenze dell'accecamento però suo padre, Hattone, morì. 
memori dell'ingiuria di Hunaldo.
Nel 768, quando suo cugino Waifer, duca d'Aquitania e duca di Guascogna, venne sconfitto e messo in fuga da Pipino III, che nel frattempo era divenuto re di tutti i Franchi, quindi catturato e ucciso, gli subentrò nel ducato di Guascogna, mentre in Aquitania subentrava il figlio di Waifer, Hunaldo II, che era anche suo nipote, in quanto era il figlio di sua figlia Adele.
Secondo gli Annales Sangallenses Baluzii, in quello stesso anno, Hunaldo II fu affrontato in Vasconia e sconfitto dal figlio maggiore di Pipino, Carlomagno, che, dopo la morte del padre, aveva ricevuto la parte nord-occidentale dell'Aquitania assieme alla Neustria e all'Austrasia, poiché il fratello minore Carlomanno, che aveva ricevuto la parte sud-orientale dell'Aquitania assieme alla Borgogna, la Provenza, la Gotia, l'Alsazia e l'Alamagna, si era rifiutato di aiutare Carlo a domare la rivolta aquitana.
Secondo gli Einhardi Fuldensis Annales invece Carlomanno cooperò con Carlo ed insieme catturarono Hunaldo.
Secondo gli Einhardi Annales Hunaldo si rifugiò in Guascogna, presso il nonno (fratello di sua madre) e nello stesso tempo cugino, Lupo II, che, nel 769, venne, a sua volta, attaccato dai nuovi re di Aquitania, Carlomagno, re dell'Aquitania nord-orientale, e Carlomanno, re della sud-occidentale.
Hunaldo allora venne consegnato, con la moglie, a Carlomanno, dopo che Lupo II si era riconosciuto suo vassallo, ricevendone in cambio la conferma del suo titolo che copriva un territorio compreso tra il corso del fiume Garonna, i Pirenei ed il golfo di Guascogna, esclusa la zona di Bordeaux, che rimase nelle mani dei Carolingi, ed i Pirenei erano sotto il controllo dei Baschi. Mentre il sud dell'Aquitania e parte della Settimania venne concessa da Carlomagno a Torsone col titolo di conte di Tolosa.
Morì, probabilmente, nel 775, fatto giustiziare da Carlo Magno che, secondo lo storico del XIX secolo, Jean Justin Monlezun, lo fece impiccare, lasciando due figli, Adelrico e il piccolo, Sancho; mentre per altri, morì, nel 778, dopo aver preso parte, sembra, all'agguato di Roncisvalle.

## Discendenza
Lupo II dalla moglie Numbela delle Asturie ebbe diversi figli:
- Adelrico, duca di Guascogna
- Sancho I (?-812), duca di Guascogna.
- Adele di Guascogna (?-?), che sposò il cugino Waifer
- Semen o Jimeno (?-ca. 815), duca di Guascogna, che secondo alcune fonti era figlio di Adelrico
- Centulo (?-812), padre del duca Lupo III, capostipite dei conti di Bigorre e dei visconti di Bearn, che secondo alcune fonti era figlio di Adelrico
- Donato, che secondo alcune fonti era figlio di Lupo III.

## Ascendenza
|                      |   |     | Genitori |  |  | Nonni |  |  | Bisnonni           |  |  | Trisnonni    |  |
|                      |   |     |          |  |  |       |  |  | Boggio d'Aquitania |  |  | Cariberto II |  |
|                      |   |     |          |  |  |       |  |  | Boggio d'Aquitania |  |  | Cariberto II |  |
|                      |   | …   |          |  |  |       |  |  | Boggio d'Aquitania |  |  |              |  |
| Oddone I d'Aquitania |   |     |          |  |  |       |  |  | Boggio d'Aquitania |  |  |              |  |
|                      |   | Oda | …        |  |  |       |  |  |                    |  |  |              |  |
|                      |   | Oda | …        |  |  |       |  |  |                    |  |  |              |  |
|                      |   | Oda | …        |  |  |       |  |  |                    |  |  |              |  |
| Attone di Aquitania  |   | Oda |          |  |  |       |  |  |                    |  |  |              |  |
|                      |   | …   | …        |  |  |       |  |  |                    |  |  |              |  |
|                      |   | …   | …        |  |  |       |  |  |                    |  |  |              |  |
|                      |   | …   | …        |  |  |       |  |  |                    |  |  |              |  |
| Valtrude             |   | …   |          |  |  |       |  |  |                    |  |  |              |  |
|                      |   | …   | …        |  |  |       |  |  |                    |  |  |              |  |
|                      |   | …   | …        |  |  |       |  |  |                    |  |  |              |  |
|                      |   | …   | …        |  |  |       |  |  |                    |  |  |              |  |
| Lupo II di Guascogna |   | …   |          |  |  |       |  |  |                    |  |  |              |  |
|                      | … | …   |          |  |  |       |  |  |                    |  |  |              |  |
|                      | … | …   |          |  |  |       |  |  |                    |  |  |              |  |
|                      | … | …   |          |  |  |       |  |  |                    |  |  |              |  |
| …                    | … |     |          |  |  |       |  |  |                    |  |  |              |  |
|                      |   | …   | …        |  |  |       |  |  |                    |  |  |              |  |
|                      |   | …   | …        |  |  |       |  |  |                    |  |  |              |  |
|                      |   | …   | …        |  |  |       |  |  |                    |  |  |              |  |
| …                    |   | …   |          |  |  |       |  |  |                    |  |  |              |  |
|                      |   | …   | …        |  |  |       |  |  |                    |  |  |              |  |
|                      |   | …   | …        |  |  |       |  |  |                    |  |  |              |  |
|                      |   | …   | …        |  |  |       |  |  |                    |  |  |              |  |
| …                    |   | …   |          |  |  |       |  |  |                    |  |  |              |  |
|                      |   | …   | …        |  |  |       |  |  |                    |  |  |              |  |
|                      |   | …   | …        |  |  |       |  |  |                    |  |  |              |  |
|                      |   | …   | …        |  |  |       |  |  |                    |  |  |              |  |
|                      |   | …   |          |  |  |       |  |  |                    |  |  |              |  |

### Fonti primarie
- (LA) Fredegario, FREDEGARII SCHOLASTICI CHRONICUM CUM SUIS CONTINUATORIBUS, SIVE APPENDIX AD SANCTI GREGORII EPISCOPI TURONENSIS HISTORIAM FRANCORUM, su The Latin Library. URL consultato il 29 marzo 2022 (archiviato dall'url originale il 3 febbraio 2022).
- (LA)  Annales Mettenses Priores.
- (LA)  Monumenta Germanica Historica, tomus primus.
- (LA)  Rerum Gallicarum et Francicarum Scriptores, tomus tertius.

### Letteratura storiografica
- G.L. Burr, La rivoluzione carolingia e l'intervento franco in italia, in Storia del mondo medievale, vol. II, Cambridge, Cambridge University Press, 1979,  pp. 336-357.
- René Poupardin, Ludovico il Pio, in Storia del mondo medievale, vol. II, Cambridge, Cambridge University Press, 1979,  pp. 558-582.